# Fat (mått)

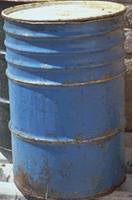
Oljefat (drum) på 200 liter; enheten barrel är 159 liter.

Ett fat, även åm, (tyska Fass, engelska barrel), är en volymenhet för våta varor. Ibland kallades detta fat för helfat, varvid 1 halvfat blev ca 78,5 liter. För petroleumprodukter används idag ofta benämningen fat för 1 US barrel = 42 US gallons eller 35 Imperial gallons ≈ 159 liter. 
Beteckningen åm motsvaras i norskan av ama, i danskan av ame, i engelskan av awm och i tyskan av Ohm (ej att förväxla med nutida Ohm, enheten för elektrisk resistans). Alla dessa ord går tillbaka på medeltidslatinets ama, med betydelsen vattenspann. Dessa måttenheter var olika stora i oilika länder.
Under medeltiden och 1500-talet användes fat även som mått på järn. 1 fat = 4 hundrade = 480 osmund.
Fatets rymdmått har varierat mycket. I Sverige höll i senare tid en tunna för våta varor 157 liter, och för torra varor 146,5 liter. 1 fat i Braunschweig rymde 326 liter, i Amsterdam 228,4 liter, i Hamburg 147 liter. Som ölfat i Tyskland varierade rymden mellan 120 liter och 1710 liter.
I England har i stället måttet kallat barrel. Som mått för öl motsvarade en barrel 2 firkins = 163,564 liter. Det brukades även som måttbeteckning för olika varor i torr vikt, för vete 88.9 kilo, fläsk 90,7 kilo. I USA har det brukats som mått för petroleum, 1 barrel motsvarade 170,34 liter rå petroleum och 158,98 liter raffinerad.
Moderna oljefat av stål rymmer 208 liter motsvarande 55 us gallons i princip alla länder använder nu dessa fat och de fylls till 200 liter. En barrel motsvarande 42 us gallons används som mått fortfarande vid pipelines och liknande dock ej i fysiska fat.

## Äldre svenska större våtvarumått[5]
| Foder | Pipa | Oxhuvud | Fat (Åm) | Halvfat | Ankare | Halvankare | Kanna | Liter   |
| ----- | ---- | ------- | -------- | ------- | ------ | ---------- | ----- | ------- |
| 1     | 2    | 4       | 6        | 12      | 24     | 48         | 360   | 942,12  |
|       | 1    | 2       | 3        | 6       | 12     | 24         | 180   | 471,06  |
|       |      | 1       | 1,5      | 3       | 6      | 12         | 90    | 235,53  |
|       |      |         | 1        | 2       | 4      | 8          | 60    | 157,02  |
|       |      |         |          | 1       | 2      | 4          | 30    | 78,51   |
|       |      |         |          |         | 1      | 2          | 15    | 39,255  |
|       |      |         |          |         |        | 1          | 7,5   | 19,6275 |
|       |      |         |          |         |        |            | 1     | 2,6170  |